# Morinda longipedunculata
Morinda longipedunculata är en måreväxtart som beskrevs av Julian Alfred Steyermark. Morinda longipedunculata ingår i släktet Morinda och familjen måreväxter. Inga underarter finns listade i Catalogue of Life.